# Pyrus communis
Pyrus communis, el peral europeo o peral común,  es una especie de árbol caducifolio de la familia de las rosáceas.

## Descripción
Crece de 2 hasta 20 m de altura y su fruto es la pera. Vive de promedio 65 años, aunque puede llegar hasta los 400. De raíz leñosa profunda, tronco erecto, de color gris con corteza agrietada. Hojas ovadas de hasta 10 cm de largo, con el haz verde oscuro brillante y pecíolos amarillos. Flores blancas o blanco rosadas con pétalos de hasta 1,5 cm en corimbos de 3 a 7. El fruto es un pomo comestible, de verde a marrón.[cita requerida]

## Distribución y hábitat
Prospera en climas templados y algo húmedos. Es una especie criófila, con buena tolerancia del frío, aunque susceptible a las heladas primaverales. El peral presenta requerimientos de frío para una adecuada ruptura de la dormición e inicio de la nueva estación de crecimiento. Estos requerimientos de frío son muy variables, según los cultivares: desde 620 a 1800 horas de frío.
El clima más adecuado se caracteriza por inviernos con suficiente frío invernal, pocas heladas tardías y primaveras y veranos soleados con temperaturas no muy elevadas. Florece a 7 °C y resiste temperaturas de –18 °C a –20 °C y hasta –40 °C en pleno reposo invernal. Hay una gama de variedades adaptadas a climas diferentes dentro de la zona templada y también a climas fríos de valles de montaña tropical con una temperatura promedio de 13 °C y precipitación media anual de 800 a 1000 mm. [cita requerida]
P. communis proviene de Europa oriental y Asia Menor. En excavaciones arqueológicas se han encontrado vestigios del árbol domesticado que datan de 3000 años a. C. Los romanos mejoraron y difundieron su cultivo.[cita requerida]

## Propagación

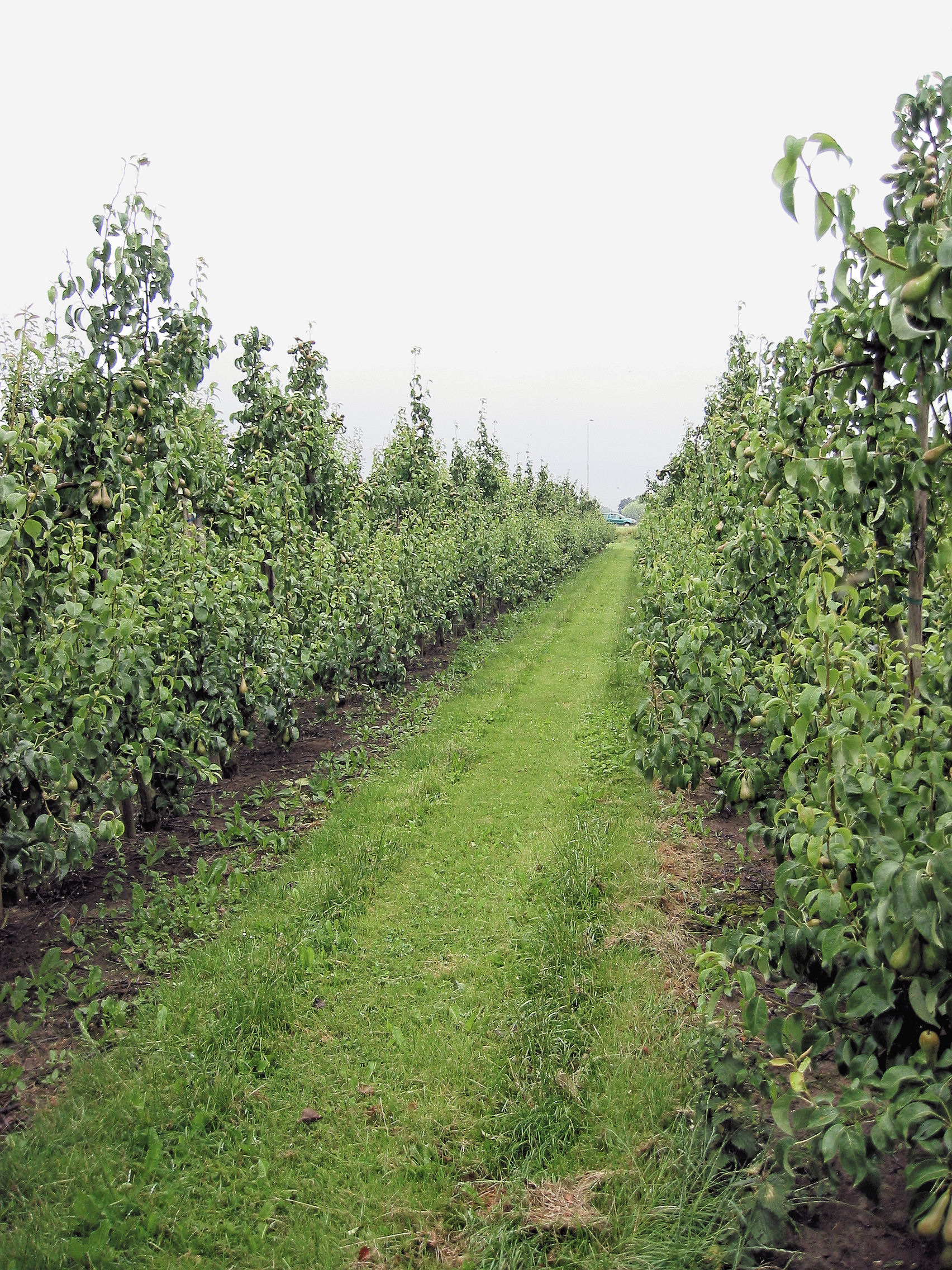
Huerto frutal de perales 'Conference', con manejo del suelo entre filas con tapiz vegetal.

El peral se injerta principalmente sobre pie franco, es decir, plantas obtenidas por siembra de semilla, y sobre membrillero. La injertación se efectúa principalmente a yema dormida en otoño, aunque también pueden emplearse todos los injertos de púa.
Algunos cultivares, como 'Old Home' y 'Bartlett' pueden propagarse por estacas o estaquillas, mediante sistema de niebla o nebulización intermitente (del inglés, mist). Con todo, los porcentajes de enraizamiento son bajos, y este sistema de propagación es poco practicado.

## Usos
Actualmente los principales productores son, en orden, China, Italia, Estados Unidos, España, Argentina, Alemania, Corea, Japón, Turquía, Chile y Sudáfrica. La mayor productividad la registra Austria con 44 toneladas por hectárea aproximadamente.[cita requerida]

## Taxonomía
Pyrus communis fue descrita por Carlos Linneo y publicado en Species Plantarum 1: 479; 2: 1200, en el año 1753.
Sinonimia
- Pyrus achras Gaertn., Fruct. Sem. Pl. 2: 44, tab. 87 fig. 2 (1791), nom. illeg.
- Crataegus excelsa Salisb., Prodr. Stirp. Chap. Allerton 357 (1796), nom. illeg.
- Pyrus pyraster f. achras Gaertn. ex Diapulis in Repert. Spec. Nov. Regni Veg. 26: 36 (1933), nom. illeg.'
- Pyrus pyraster var. achras Gaertn. ex Terpó in Feddes Repert. 96(1/2): 80 (1985), nom. illeg.
- Pyrenia pyrus Clairv., Man. Herbor. Suisse 161 (1811), nom. illeg.
- Sorbus pyrus Crantz, Stirp. Austr. Fasc. 2: 56 (1763), nom. illeg.
- Pyrus sylvester Bubani, Fl. Pyren. 2: 581 (1899), nom. illeg.
- Pyrus sylvestris Moench, Methodus 679 (1794), nom. illeg.
- Pyrus achras subsp. pyraster (L.) Wallr. ex Rothm., Exkursionsfl. Kritischer ??? (1963), comb. inval.?
- Pyrus achras var. pyraster (L.) Soó, Magyar Fl. 2: 102 (1966), comb. inval.
- Pyrus amphigenea Domin ex Dostálek in Folia Geobot. Phytotax. 24: 105-107 (1989), pro hybrid.
- Pyrus balansae Decne., Jard. Fruit. tab. 6 (1858)
- Pyrus caucasica Fed. in Grossh., Fl. Kavk. ed. 2 5: 422 (1952)
- Pyrus cultrensis Godr. in Rev. Sci. Nat. Montpellier 2: 446 (1874), nom. nud.?
- Pyrus domestica (Borkh.) Borkh. in Arch. Bot. (Leipzig) 1(3): 90 (1798), nom. illeg.
- Pyrus pyraster var. tomentosa (W.D.J.Koch) Dostálek in Preslia 63(2): 117 (1991)
- Pyrus pyraster (L.) Baumg., Fl. Lips. 263 (1790)
- Pyrus sativa (DC.) Duhamel ex Holandre, Fl. Moselle 605 (1829)[7]